# جزيرة الجوزي (ميدي)

تعديل مصدري - تعديل

جزيرة الجوزي هي إحدى جزر مديرية ميدي التابعة لمحافظة حجة.